# دیگو کوچاس
دیگو کوچاس (انگلیسی: Diego Cochas؛ زادهٔ ۱۴ اوت ۱۹۷۹) بازیکن فوتبال اهل آرژانتین است.
از باشگاه‌هایی که در آن بازی کرده‌است می‌توان به باشگاه فوتبال اتلتیکو هوراکان اشاره کرد.